# Bywalec salonów
Bywalec salonów, salonowiec lub wielkoświatowiec – osoba, zwykle z bogatej lub arystokratycznej rodziny, która odgrywa istotną rolę w wielkim świecie i ma wpływ na wyższe sfery towarzyskie bądź artystyczne. Taka osoba zwykle spędza znaczną ilość czasu biorąc udział w różnego rodzaju wytwornych spotkaniach towarzyskich, a także jest regularnie obecna w prasie.

## Francja
Osobą, która stworzyła pierwszy w Europie salon, była markiza Catherine de Rambouillet, z domu de Vivonne. Urodziła się w 1588 roku jako córka Jeana, markiza Pisany; miała włoskie pochodzenie. W 1600 roku wzięła ślub z margrabią de Rambouilletem. Należała do elitarnego dworskiego towarzystwa Francji. Stworzyła własny dwór; spowodowane było tym, że była zdegustowana charakterem dworu królewskiego, który uważała za mało elegancki. Urządziła więc pałac z nieznanym w ówczesnej Francji wygodą i wyrafinowaniem. Celem zebrań, które były wtedy nowością, było prowadzenie swobodnych rozmów.

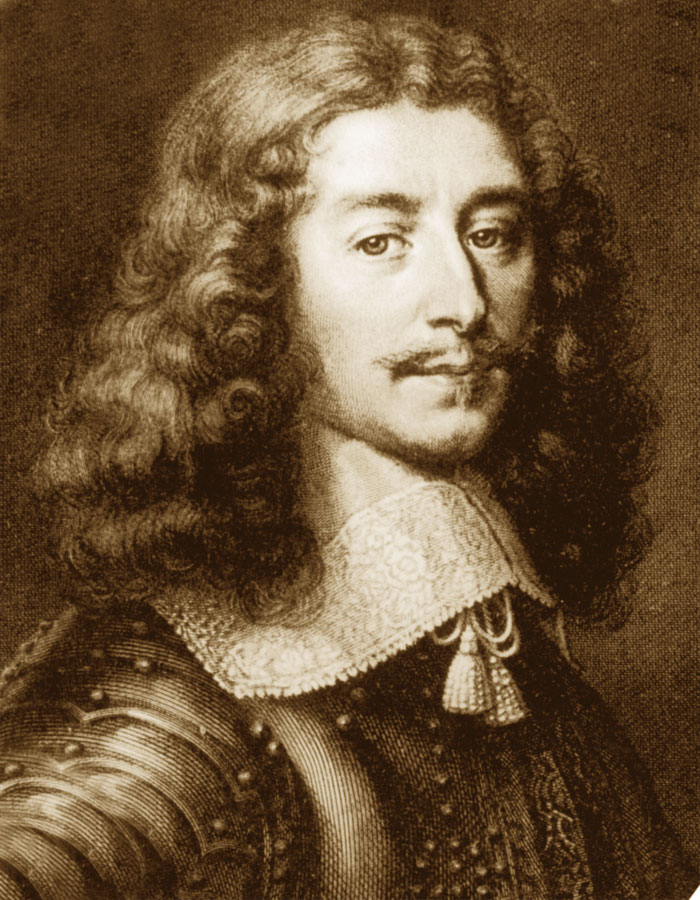
Francuski pisarz François de La Rochefoucauld (1613–1680)

Gośćmi były wpływowe osoby tamtych czasów, jak Richelieu, Kondeusz Wielki. Pojawiało się również wielu pisarzy, m.in.: de La Rochefoucauld, François de Malherbe, Pierre Corneille, Gilles Ménage, Racan, Jean Chapelain, Claude Favre de Vaugelas, Vincent Voiture i Jean-Louis Guez de Balzac.
Podczas gdy we wszelkich ówczesnych zebraniach obowiązywała hierarchia, między bywalcami salonów panowała swoboda. W atmosferze polotu i dowcipu różnice pozycji społecznych były zniwelowane. W trakcie takich zebrań rozwijała się miłość, która była nawet powinnością. Była to jednak miłość platoniczna. Obowiązkiem kobiety było bycie „okrutną”, a mężczyzna miał cierpieć, którego zadaniem było uzewnętrzniać to uczucie w wyszukany sposób. W dowcipie, który hamowany był dwornością oraz dobrym smakiem, nie dbano o szczegółowość. Dążono do podwyższenia kultury języka używanego przez bywalców salonów, który wówczas był powszechnie dekadencki. Frywolne i pospolite słownictwo nie było zatem w takich miejscach akceptowane. W pierwszej połowie XVII wieku, kiedy język francuski jeszcze się kształtował, de Vaugelas opracowywał normy gramatyki francuszczyzny.
Z kolei w salonie literackim Madeleine de Scudéry bywalcy prowadzili dyskusje dotyczące wybranych zagadnień. Głównym nakazem stylu była ogłada i elegancja używanego tam języka. Słownictwo stylu précieuses sprowadzało się do tworzenia wśród salonowców towarzyskiego kodu, który zrozumiały był tylko dla wybranych osób.
W 1665 roku w Paryżu pojawiły się salony, które kontynuowały tradycje stylu préciosité, zrodzonego w salonach arystokracji paryskiej. Wtedy ustaliła się konwencja spotkań kameralnych, zamkniętych i półprywatnych, w których uczestniczyły bywalczynie salonów. Damy gościły w zacisznych pomieszczeniach, które nie przypominały uroczystych sal posiedzeniowych. Ich znakiem rozpoznawczym był esprit.
Jednak nie wszystkie bywalczynie tych salonów, które identyfikowały się z esprit, zaliczane były do précieuses. Ta ostatnia grupa funkcjonowała w koteriach i świadomie izolowała się od otoczenia. Jej członkinie dążyły w ten sposób do nawiązania silnych więzi międzyludzkich, własnej literatury i języka, a także miejscowego modus vivendi. Wśród uczestniczek takich salonów najbardziej cenione były rozmowy, których istotą było poruszanie różnorodnych tematów, nawiązywanie do przeczytanych lektur, a także wspominanie o otaczających paradoksach. Podczas tych dyskusji zręcznie posługiwano się językiem, nierzadkie było również dowolne mieszanie wątków.
W późniejszym czasie, wśród bywalców francuskich salonów, modne było granie w jeux de société, czyli w gry w towarzyskie. Stanowiły one nawiązanie do konceptyzmu i intelektualizmu, które skierowane były do członków salonowego towarzystwa, a nie do erudytów.

### Wykwintnisie

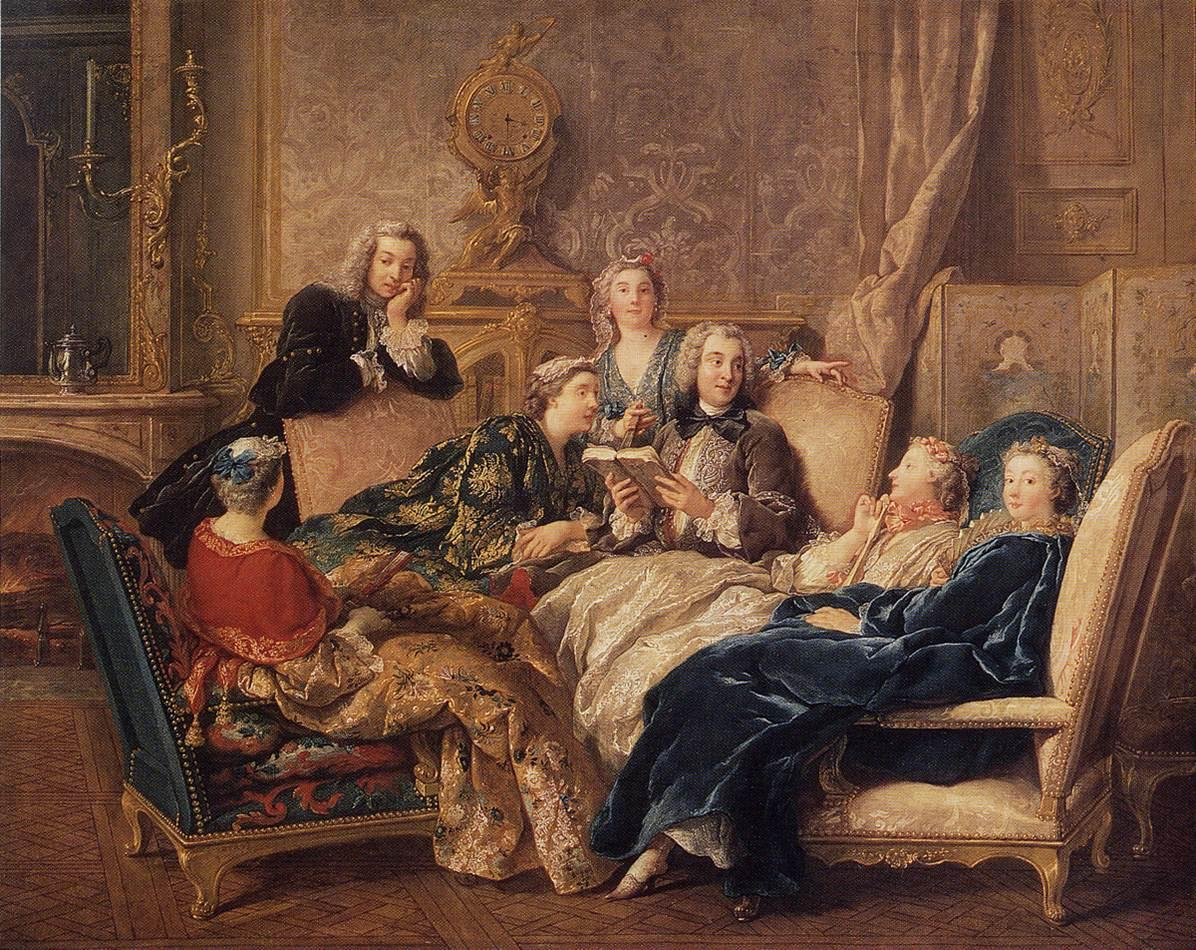
Lektura Moliere’a (aut. Jean-François de Troy, 1728)

Przesadna uroczystość i zmanierowanie obyczajowe nieporadnych naśladowczyń bywalczyń précieuses czy późniejszych salonów wywołały w ówczesnej Francji zalew poematów i pamfletów ośmieszających język i obyczaje, którymi charakteryzowały się wykwintnisie, jak określane były tamte bywalczynie salonów.
Przybrały one w wówczas miano précieuses. Słowo to nie jest dokładnym spolszczeniem terminu précieuse (tłum. kosztowna, cenna). Określenie, które początkowo było zaszczytne, później było już wymawiane z przekąsem. Od czasu publikacji komedii Moliera, Pocieszne wykwintnisie, miało już na celu wyłącznie ośmieszenie takich kobiet. Słowo wykwintnisia oznaczało członkinię pewnego rodzaju koterii, która odegrała w historii obyczajów we Francji ogromną rolę. Jednak nadmierny komizm charakteryzujący te bywalczynie spowodował, że zapomniano o ich rzetelnych zasługach.

## Polska

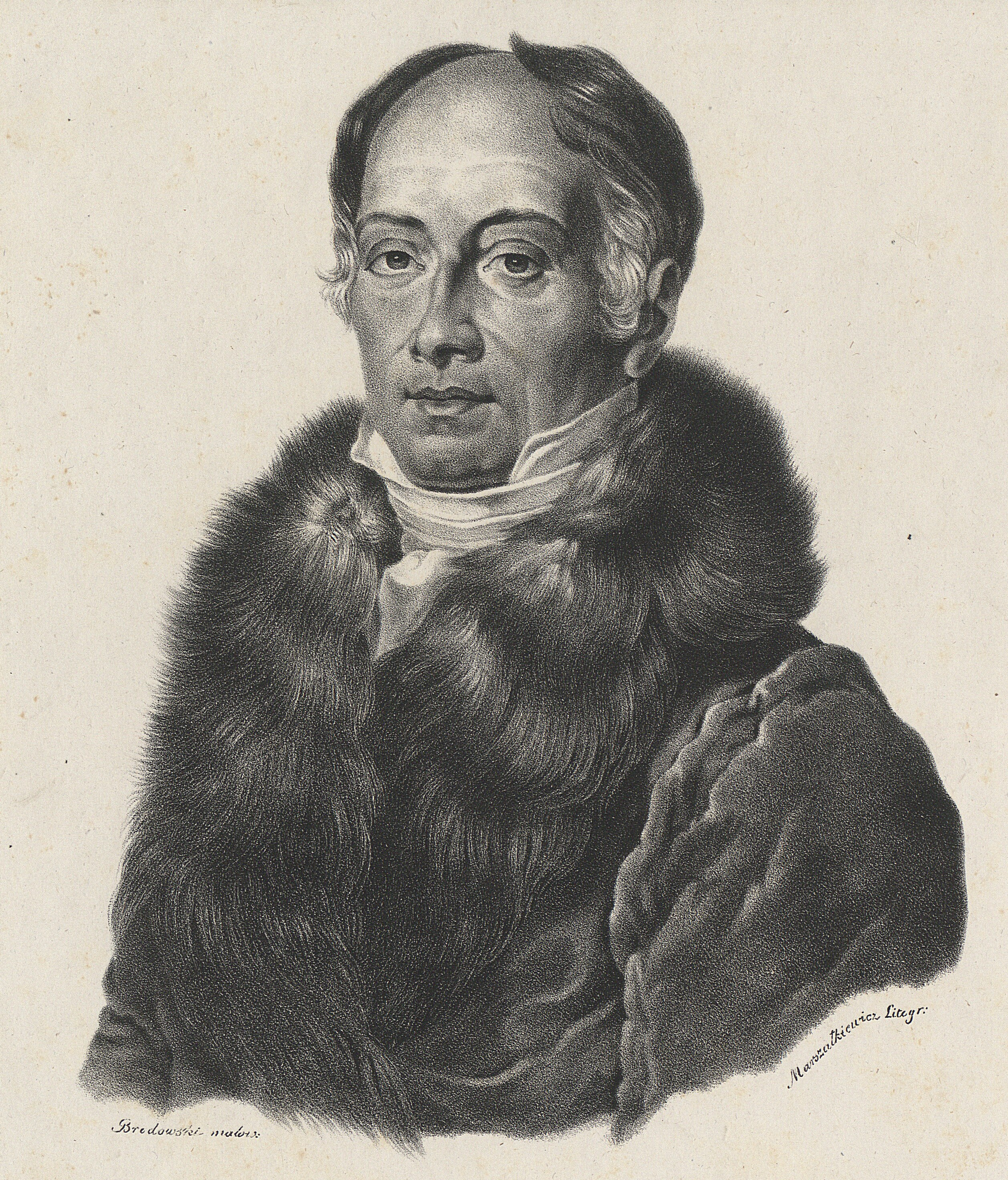
Tadeusz Mostowski herbu Dołęga (1766–1842)

W XIX-wiecznym Królestwie Polskim prowadzone były stałe zebrania towarzyskie, które odbywały się w prywatnych domach. Ich długa tradycja wzorowana była na francuskich salonach. Takie spotkania naukowo-literackie i artystyczne organizowały polskie wyższe warstwy społeczne, głównie arystokracja.
Generał Wincenty Krasiński, minister Tadeusz Antoni Mostowski, hrabiostwo Stanisław Kostka i Zofia Zamoyscy prowadzili najbardziej znane i wystawne salony. W pierwszej połowie XIX wieku kontynuowały tradycje salonu epoki stanisławowskiej, w którym nie było wyraźnych granic między literaturą, sztuką, książką a literacką zabawą.
W połowie XIX wieku inteligencja, warstwa społeczna powstająca wówczas na ziemiach polskich, zaczęła organizować, wzorem salonów, podobne zebrania. Te wieczorne saloniki nie były tak wytworne, były też mniej tłumne. Towarzyskie spotkania sprzyjały wymianie myśli, prezentacji twórczości muzycznej, literackiej czy teatralnej. Do grupy gości przynależały osoby różnych profesji. Byli to głównie przedstawiciele tzw. wolnych zawodów, którzy utrzymywali się głównie z pracy umysłowej. Ci, bywający w świecie, ludzie byli wykształceni na polskich i zagranicznych uniwersytetach; sprawnie posługiwali się językami obcymi, charakteryzowali się też swobodą pisania.
W drugiej połowie XIX wieku, na wzór salonów Krasińskiego, Mostowskiego i Zamoyskich, podobne spotkania towarzyskie organizowały literatki. W tych zjazdach kulturalnych uczestniczyli ludzie różnych profesji. Do grona stałych bywalców należała warszawska elita, ale też przyjezdni z innych części kraju oraz goście z zagranicy.
Według kryterium doboru uczestników, spowodowanym okresem zaborów, na spotkania towarzyskie zapraszane były osoby, które reprezentowały „wartość człowieka, wykształcenie, talent, udział w pracy twórczej i kulturze narodu”. W dużym stopniu selekcja zależała też od preferencji gospodarzy salonu, ich kręgu rodzinnego i towarzyskiego, jak również zajmowanej pozycji społecznej i zawodowej.

### Delfina Potocka

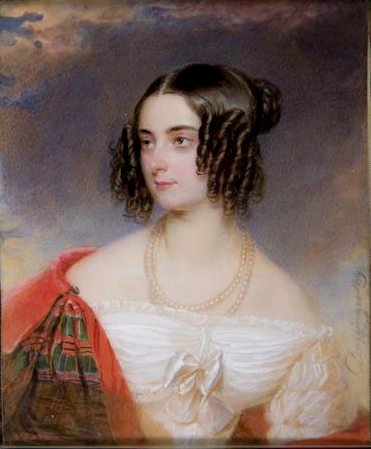
Polska dama Delfina Potocka (1807–1877)

Jedną z polskich bywalczyń salonów była, urodzona w 1807 roku, Delfina Potocka. Była jedną z najbardziej znanych kobiet swojej epoki, a także zamożną ulubienicą różnych artystów. Jej ojcem był Stanisław Delfin Komar, który towarzyską pozycję osiągnął dzięki protekcji ze strony carycy Rosji, Katarzyny II. Ze względu na kwestie patriotyczne jej rodzina była nie najlepiej postrzegana w towarzystwie. W młodym wieku wyszła za mąż za Mieczysława Potockiego, syna Stanisława Szczęsnego Potockiego, który był jednym z najbogatszych Polaków tamtej epoki. Jej małżeństwo nie było szczęśliwe. Mąż Potockiej, który, mimo że był krezusem, był skąpcem, a także dziwakiem. Potocka urodziła mężowi dwie córki, ale nie dała męskiego potomka. Obie dziewczynki zmarły jeszcze w dzieciństwie. Potocka znalazła się wówczas w separacji z mężem. Choć rozstała się z nim, to do końca życia pobierała od niego tytułem małżeństwa rentę w kwocie 100 000 FRF rocznie.
Po rozstaniu się z byłym mężem Delfina Potocka zaczęła podróżować po Europie. Jako osoba elokwentna i urodziwa, Potocka była rozchwytywana podczas towarzyskich spotkań w europejskich salonach. Była też uzdolniona artystycznie. Mimo tych zalet uważano ją za zło wcielone, a także kusicielkę cudzych mężów. Dla romantyków była natchnieniem i muzą, ale jednocześnie nieosiągalnym obiektem westchnień. Wśród adoratorów Potockiej byli kompozytor Fryderyk Chopin oraz poeta Juliusz Słowacki. Jednak najtrwalszą relację utrzymywała z innym pisarzem, Zygmuntem Krasińskim. Jako bywalczyni europejskich salonów czarowała urokiem, który polegał nie tylko na umiejętności podtrzymywania rozmowy towarzyskiej, ale na tym, że potrafiła ośmielać ludzi nieśmiałych. Osoby, z którymi się spotykała doceniali jej zdolność do słuchania swoich rozmówców. W 1877 roku, dożywszy sędziwego wieku, Potocka zmarła.

## Wielka Brytania

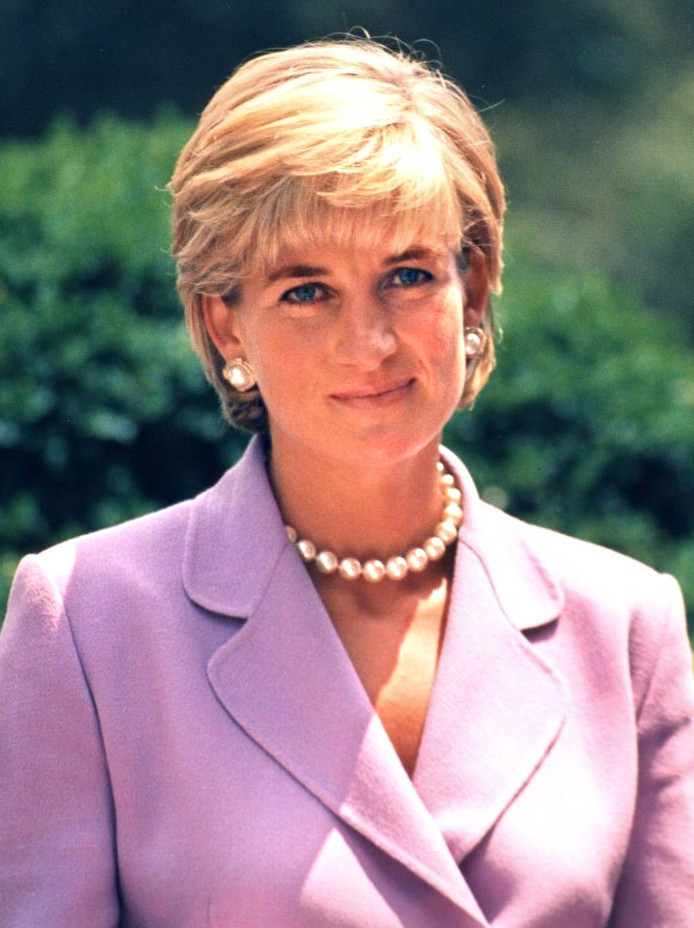
Diana, księżna Walii (czerwiec 1997)

W Wielkiej Brytanii, historycznie, bywalcy salonów pochodzili prawie wyłącznie z kręgów rodzin arystokracji i szlachty. Od lat 20. XX wieku w Mayfair, ekskluzywnej dzielnicy Londynu, mimo skutków I wojny światowej i późniejszego wielkiego kryzysu, aż do wybuchu II wojny światowej organizowane były spotkania o charakterze rozrywkowym. Była to era bright young things, tak określanych przez ówczesną prasę młodych arystokratów i artystów.
Podczas spotkań tych elit dochodziło do rozsławionych przebieranek, intensywnego spożywania alkoholu, używania narkotyków, co było źródłem fascynacji ówczesnej publiczności lat 20. i 30. W tych spotkaniach, które przetrwały do lat 60. XX wieku, udział brali m.in. Evelyn Waugh i John Betjeman.
W 1975 roku wymyślony został termin Sloane Ranger, którym określano młode osoby, ostentacyjnie zamożne, pochodzące z wyższych sfer społecznych. Mieli oni mieszkać głównie w londyńskich dzielnicach Chelsea i Kensington. Diana Spencer, późniejsza księżna Walii, była poniekąd archetypem Sloane. Tę koncepcję zdefiniowała w formie drukowanej Ann Barr w publikacjach The Official Ranger Handbook (1982) i The Official Sloane Ranger Diary (1983).
Na początku XXI wieku dzielnica Kensington jest utożsamiana z towarzyską działalnością bywalców salonów w Wielkiej Brytanii.

## Stany Zjednoczone

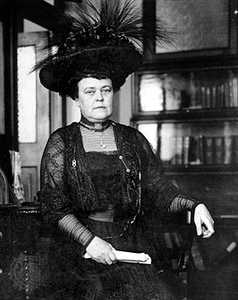
Amerykańska multimilionerka i sufrażystka, Alva Vanderbilt Belmont (1853–1933)

Przedstawicielami pierwszych amerykańskich salonowców były głównie żony lub kochanki członków rodów królewskich lub szlacheckich. Bycie przedstawicielem tej grupy wiązało się jednak przede wszystkim z pewnymi obowiązkami i było sposobem na przetrwanie, aniżeli formą przyjemności. Nieśmiałe damy były regularnie zmuszane do odgrywania zamożnej i uprzejmej dla gości gospodyni, którzy gardzili gospodarzami. Działalność ówczesnych dam ograniczała się głównie do ceremonialnych celów. Sprowadzało się to do tego, że pozostawało im dużo wolnego czasu, przez co, w niektórych przypadkach, bywalczynie salonów poświęcały się działalności charytatywnej. Wiele z tych dam korzystało z majątkowych zasobów męża lub rodziny, po to by opłacić swoje wystawne życie.
Podczas gdy zasobność Amerykanów w XIX wieku rosła, bywalcy salonów wyrośli na tych, którzy objęli w kraju realne wpływy i władzę. Zamożne kobiety z tych kręgów społecznych rzadko pracowały czy wychowywały dzieci. Stworzyły rozbudowaną strukturę społeczną opartą na ich finansowych aktywach oraz towarzyskich zdolnościach. Wysoko urodzeni mężczyźni wzbogaceni dzięki rodzinnemu dziedzictwu, a nie swojej pracy i karierze, wypełniali czas życiem towarzyskim. W sztuce Mąż idealny (1895) zwyczaje wielkoświatowców zostały subtelnie wyśmiane przez autora sztuki, irlandzkiego pisarza Oscara Wilde’a. Podobnie jak wcześniej, świat amerykańskich salonowców pozostawał poważnym siedliskiem różnego rodzaju intryg, szantażów, jak i plotek.
Pod koniec XIX wieku przedstawiciele amerykańskiego establishmentu lub osoby, ze względu na urodzenie, wychowanie, wykształcenie i sytuację ekonomiczną, przynależące do amerykańskiej socjety były umieszczone w spisie „Social Register”. Katalog ten reprezentował jedno z najstarszych szanownych stowarzyszeń prywatnych w Stanach Zjednoczonych. Spis zawierał nazwiska, rodowody, pokrewieństwa, uniwersyteckie afiliacje oraz adresy osób należących do prominentnych rodzin tamtego okresu. W 1886 roku Louis Keller zaczął listy tego typu łączyć i przeznaczał je na sprzedaż. Do 1918 roku wydano 18 roczników zawierających rejestr z danymi salonowców reprezentujących 26 amerykańskich miast. Książki publikowane były corocznie aż do 1976 roku. Wtedy zostały scalone w jedną publikację zawierającą bywalców salonów pochodzących z terenu całych Stanów Zjednoczonych.
Anglojęzyczne określenie socialite po raz pierwszy pojawiło się w 1928 roku na łamach amerykańskiego czasopisma „Time” (określenie miało być prawdopodobnie grą słowami social i light).

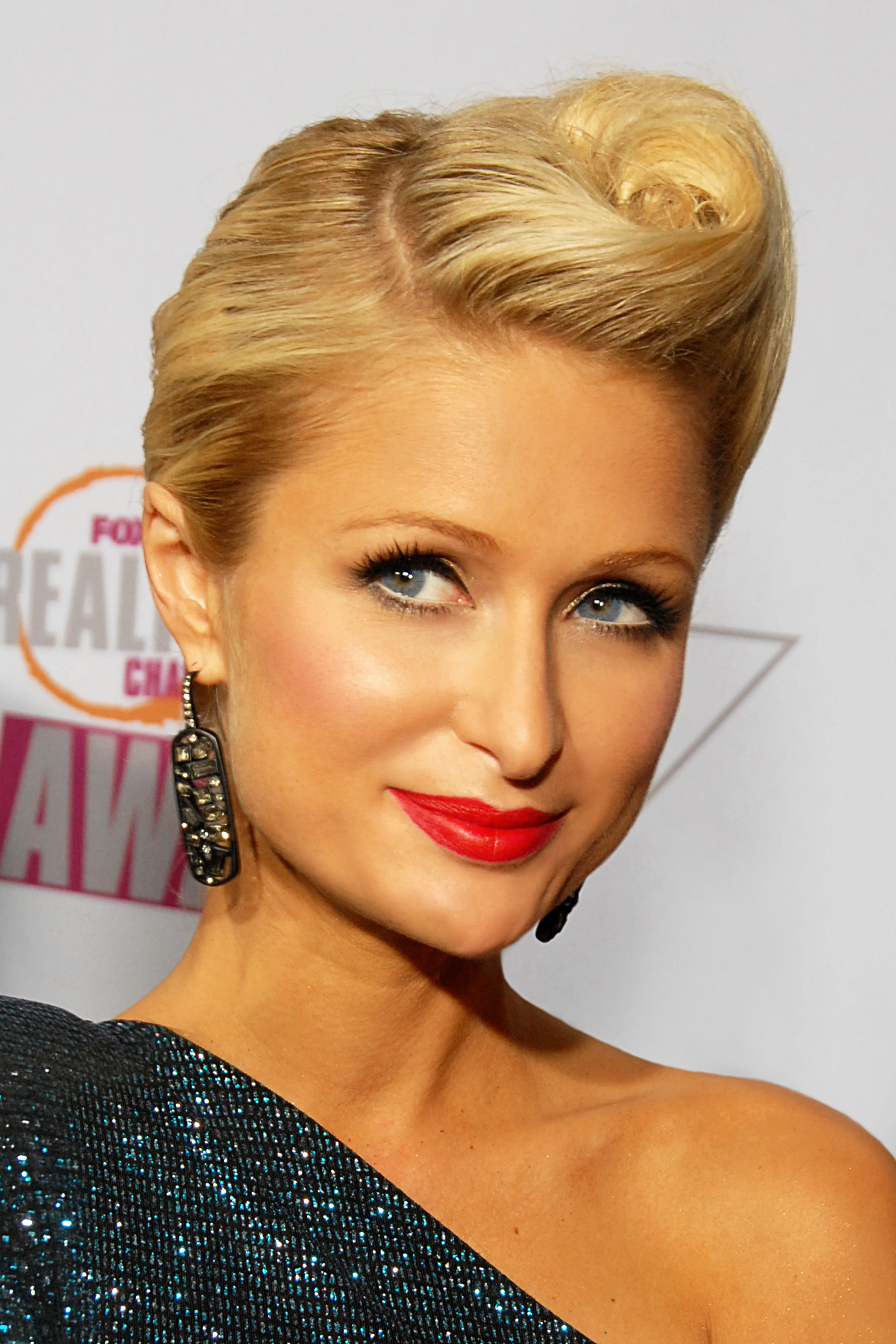
Paris Hilton (2009)

W XXI wieku anglojęzyczne określenie socialite, czyli bywalec salonów, nadal jest ściśle związane z bogactwem i społecznym uznaniem. Granica między byciem salonowcem a prowadzącym intensywny styl życia celebrytą zatarła się, na co istotny wpływ miały kultura popularna oraz mass media.
Przykładem osoby reprezentującej amerykańskie środowisko socialite na początku XXI wieku była Paris Hilton. Jej popularność spowodowana była jej zdolnością do przyciągania uwagi przez media, a także dzięki jej koneksjom. Jako prawnuczka Conrada Hiltona, założyciela globalnego przedsiębiorstwa Hilton Hotels & Resorts, i spadkobierczyni fortuny Hilton Hotel wkomponowała się w tradycyjne ramy zjawiska bywalców salonów. W 2001 roku, ze względu na jej ekstrawagancki styl życia, nazwana została „czołową dziewczyną Nowego Jorku” (New York’s leading It Girl).
Według dziennikarzy amerykańskiego dziennika „The New York Times” w ciągu roku bywalcy salonów, aby utrzymać pozycje wielkoświatowców i ludzi sukcesu, wydają od 99 000 do 455 000 USD, odpowiednio młodzi i starzy. Roczny koszt samej wieczorowej garderoby osoby regularnie odwiedzającej rauty może wynosić 100 000 USD. Przykłady współczesnych Amerykanów, którzy przez media określani są jako przedstawiciele kręgu salonowców, to m.in.: Lauren Santo Domingo, Jill Kelley, Tinsley Mortimer, Olivia Palermo, Kim Kardashian, Derek Blasberg i Jean Shafiroff.

## Portrety wybranych salonowców

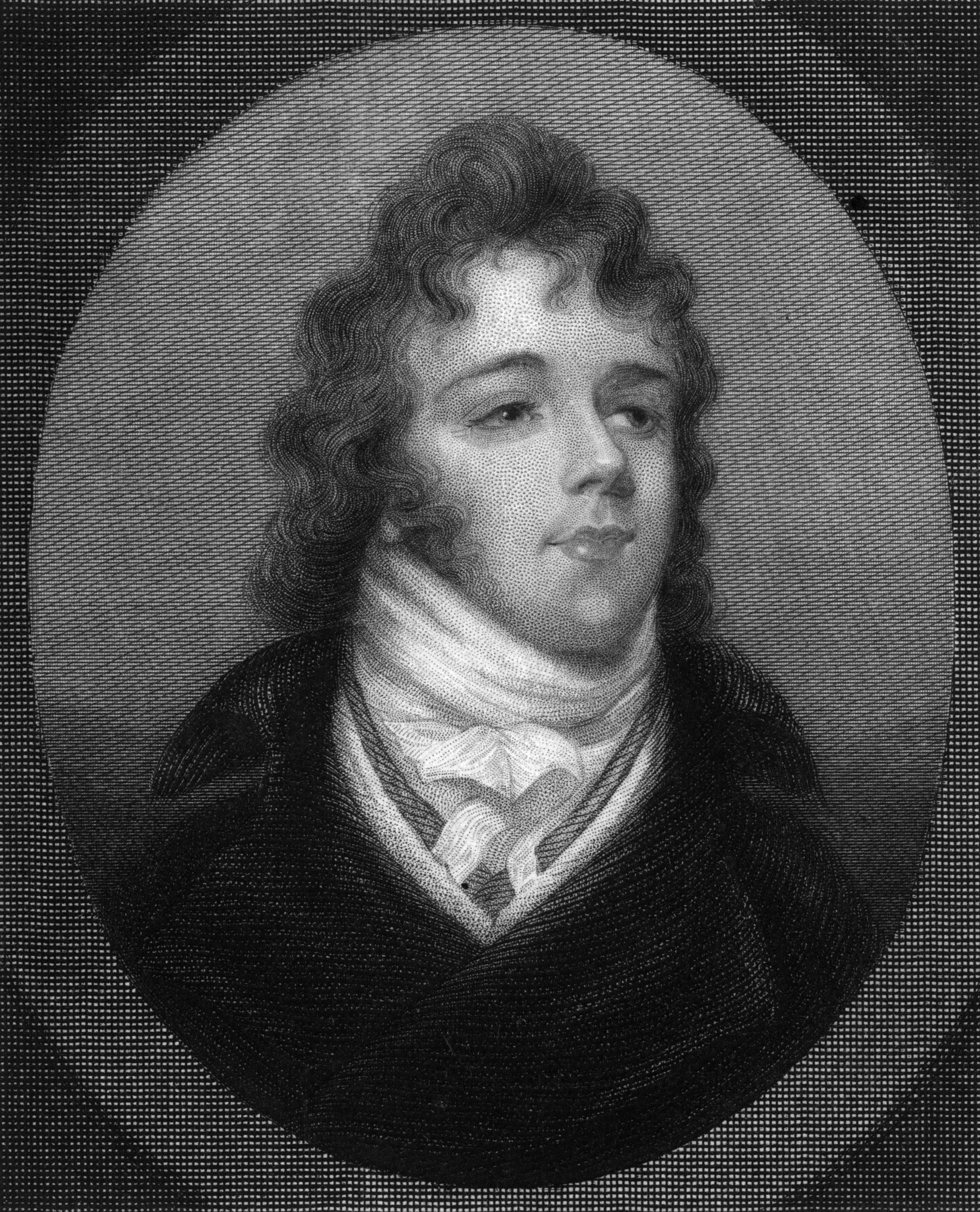
Beau Brummell (1778–1840)
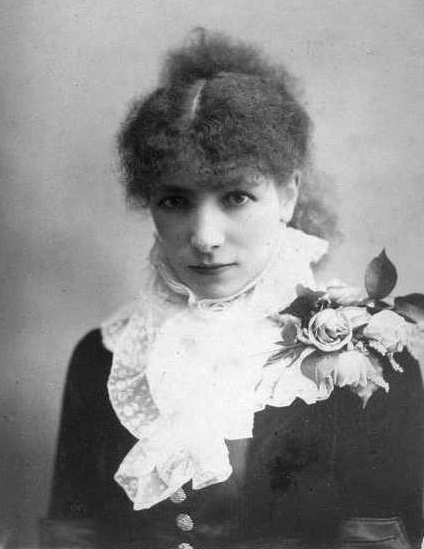
Sarah Bernhardt (1844–1923)
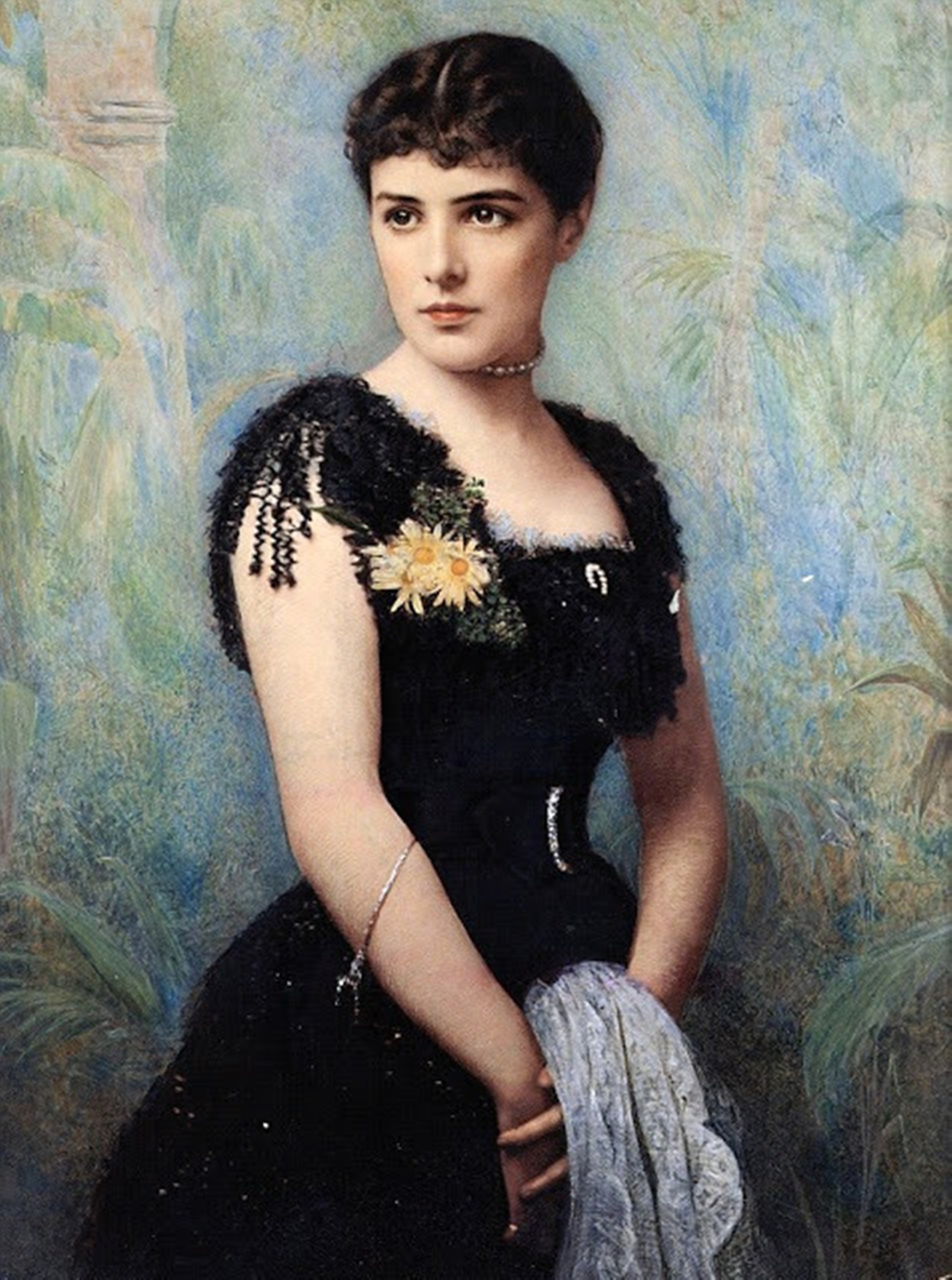
Jeanette Jerome (1854–1921)
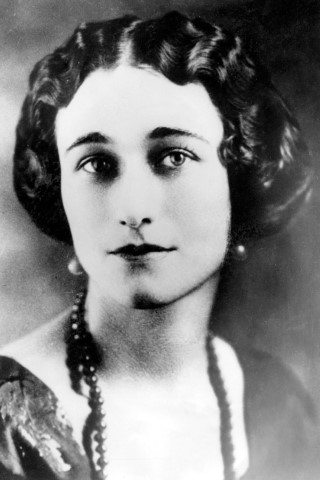
Wallis Simpson, księżna Windsoru (1896–1986)
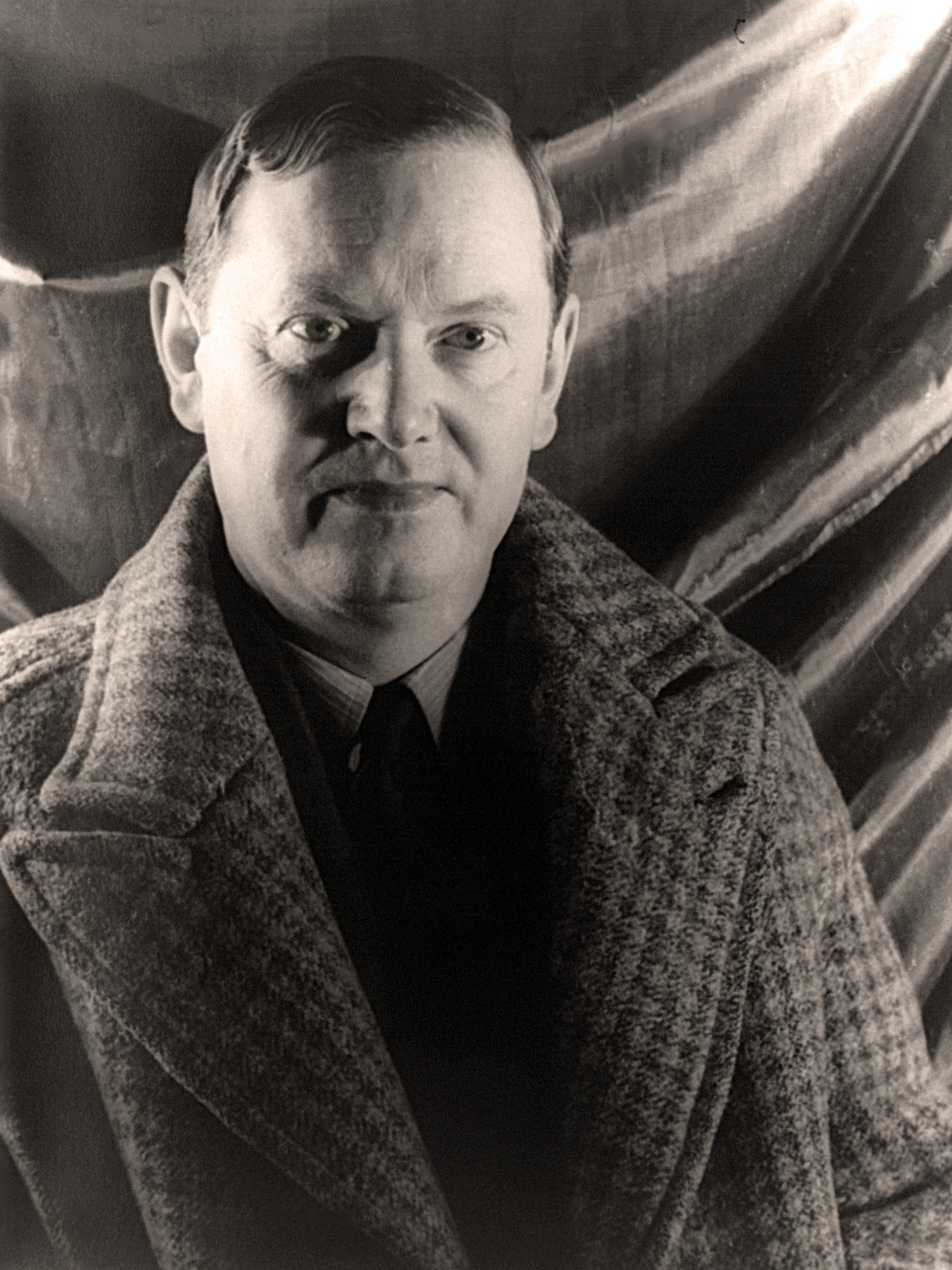
Evelyn Waugh (1903–1966)
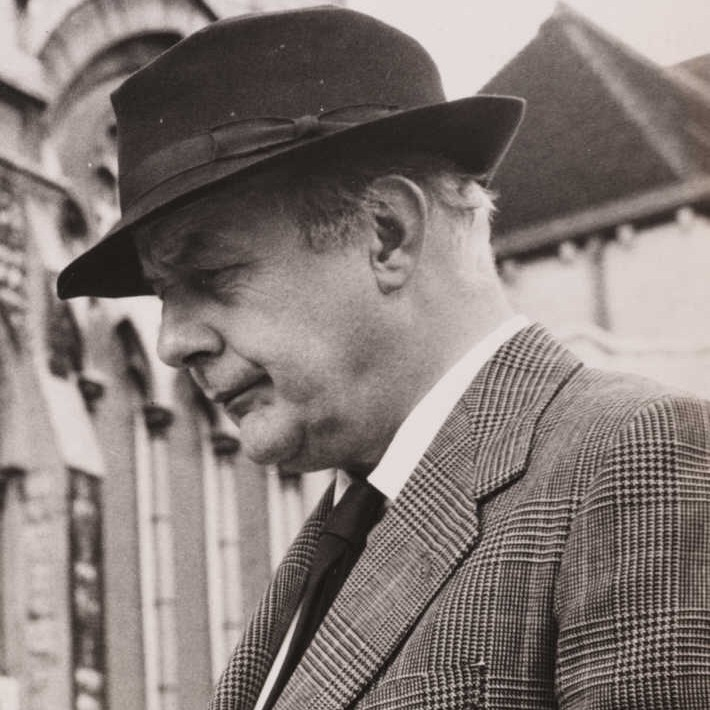
John Betjeman (1906–1984)
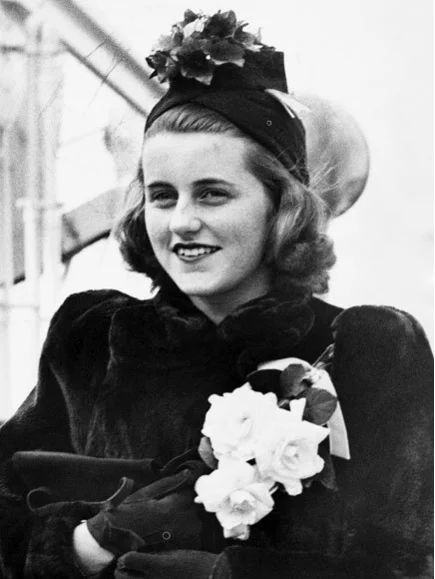
Kathleen Kennedy Cavendish (1920–1948)
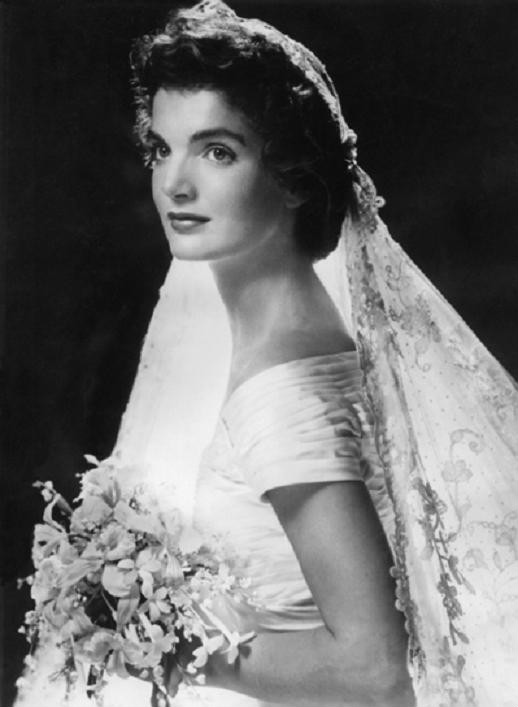
Jacqueline Kennedy Onasis (1929–1994)
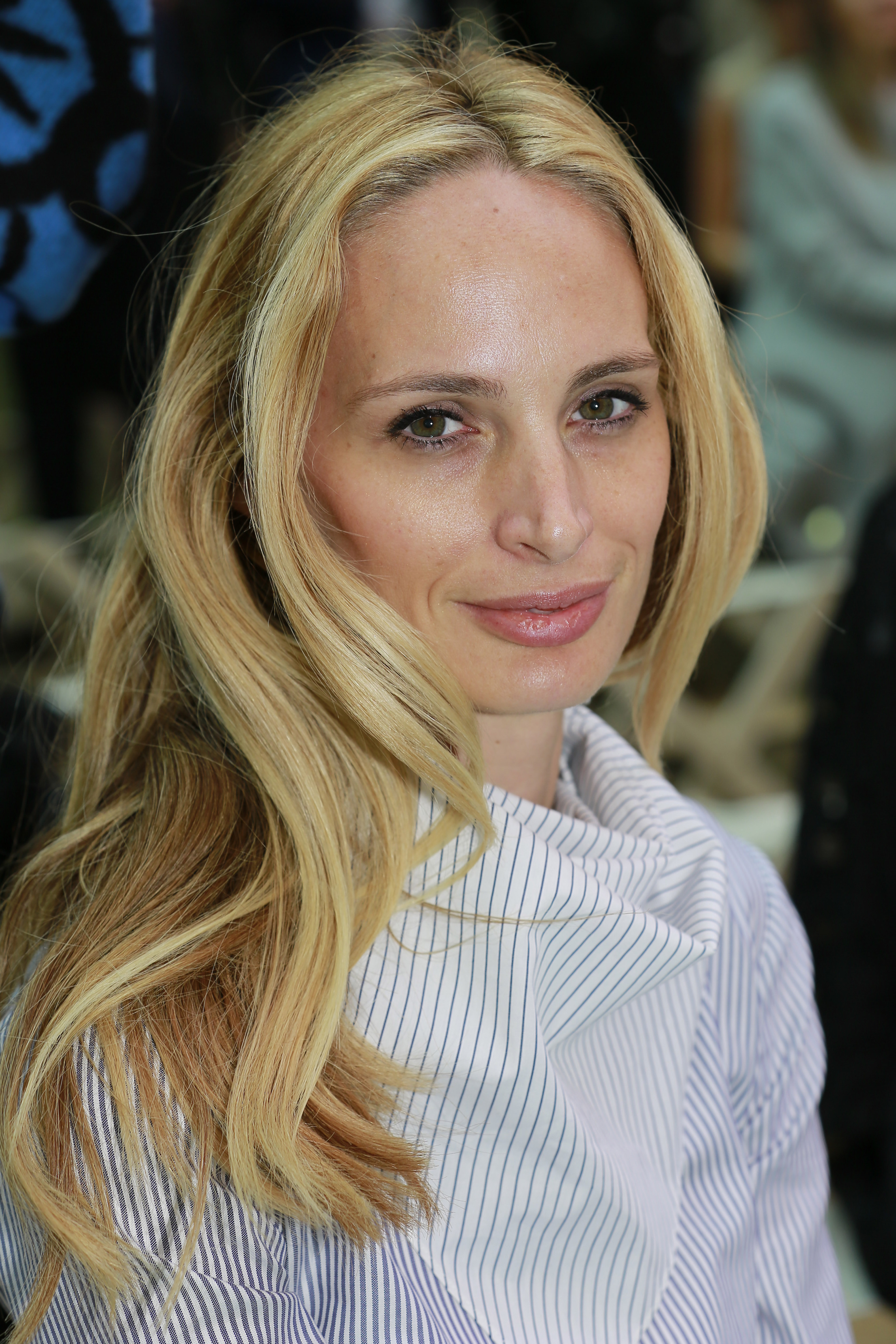
Lauren Santo Domingo (ur. 1976)